# 雍正
雍正（穆麟德轉寫：hūwaliyasun tob，大词典轉寫：huuwaliyasun tob，公元1723年至1735年）为清朝入關後第三位皇帝清世宗胤禛的年号，前后共13年。雍正十三年九月三日清高宗即位沿用，次年改元乾隆。

## 年號含義
雍正帝即位前曾被封雍親王，即位後採用雍正一詞，除取其名「禛」之諧音外，亦有正統、名正的意思，以辟民間奪位的謠言。

## 改元
- 康熙六十一年——十一月十三日，清聖祖去世。十一月二十日，清世宗胤禛即位，有詔明年改元雍正。[2]
- 雍正十三年——八月，清世宗去世。九月三日，清高宗弘曆即位，有詔明年改元乾隆。[3]

## 公元纪年对照表
| 雍正 | 元年   | 二年   | 三年   | 四年   | 五年   | 六年   | 七年   | 八年   | 九年   | 十年   |
| ---- | ------ | ------ | ------ | ------ | ------ | ------ | ------ | ------ | ------ | ------ |
| 公元 | 1723年 | 1724年 | 1725年 | 1726年 | 1727年 | 1728年 | 1729年 | 1730年 | 1731年 | 1732年 |
| 干支 | 癸卯   | 甲辰   | 乙巳   | 丙午   | 丁未   | 戊申   | 己酉   | 庚戌   | 辛亥   | 壬子   |
| 雍正 | 十一年 | 十二年 | 十三年 |        |        |        |        |        |        |        |
| 公元 | 1733年 | 1734年 | 1735年 |        |        |        |        |        |        |        |
| 干支 | 癸丑   | 甲寅   | 乙卯   |        |        |        |        |        |        |        |

## 同期存在的其他政权年号
- 越南
  - 保泰（1720年－1729年）：后黎朝——裕宗黎维禟之年号
  - 永慶（1729年－1731年）：后黎朝——昏德公黎维祊之年号
  - 龍德（1732年－1735年）：后黎朝——纯宗黎维祥之年号
  - 永佑（1735年－1740年）：后黎朝——懿宗黎维祳之年号
- 日本
  - 享保（1716年－1736年）：中御门天皇、樱町天皇之年號

## 深入閱讀
- 李崇智. . 北京: 中华书局. 2004年12月. ISBN 7101025129.
- 鄧洪波. . 臺北: 國立臺灣大學東亞經典與文化研究計劃. 2005年3月  [2007年3月10日]. ISBN 978-986-00-0518-9. （原始内容 (pdf)存档于2007年8月25日） （中文）.

| 前一年號： 康熙 | 清朝年号 1723年ㄧ1735年 | 下一年號： 乾隆 |